# Локвица (Македонски Брод)
Локвица (мкд. Локвица) је насеље у Северној Македонији, у средишњем делу државе. Локвица припада општини Македонски Брод.

## Географија
Насеље Локвица је смештено у средишњем делу Северне Македоније. Од седишта општине, градића Македонски Брод, насеље је удаљено 25 km северно.
Рељеф: Локвица се налази у области Порече, која обухвата средишњи део слика реке Треске. Дато подручје је изразито планинско. Село се налази у долини притоке реке Треске. Источно од насеља уздиже се планина Даутица. Надморска висина насеља је приближно 800 метара.
Клима у насељу је планинска због знатне надморске висине.

## Историја
У раздобљу пред Први Балкански рат, Локвица је била једино „бугарашко“ село у целом „патријаршијском“ српском Поречу. Село је због своје изразите „бугарашке“ националне свести називано „Мала Софија“.

## Становништво
По попису становништва из 2002. године, Локвица је имала 99 становника.
Претежно становништво у насељу су етнички Македонци (100% према последњем попису).
Већинска вероисповест у насељу је православље.

## Збирка слика
- Локвица, сеоске куће
- Локвица, Црква Св. Димитрија
- Локвица, у позадини планина Даутица
- Локвица, махала Тодоровци

## Познате личности
- Павле Наумовић, српски свештеник и културни делатник у време Борбе за Македонију, пред Балканске ратове.